# アメリカ合衆国スポーツアカデミー
アメリカ合衆国スポーツアカデミー （アメリカ がっしゅうこく スポーツ アカデミー、United States Sports Academy ）は、アメリカ合衆国アラバマ州南部のダフニにあるスポーツ専門の私立大学。

## 概要
1972年、トーマス・P・ロサンディッチ（Thomas P. Rosandich）博士によって設立された。
ロサンディッチは海兵隊の陸上競技部門、メルボルン五輪の陸上競技の監督経験から、アスリートに対する質の高いコーチングとトレーニングが欠けていることに対処するため、教育、研究、サービスを通じてコーチングの改善、リソースを提供することを目的に本大学を設立した。
学位プログラムは学士、修士、博士課程のほか、社会人向けの教育プログラムがある。スポーツの指導・理論・研究、健康管理、コンディション管理、スポーツ医学、スポーツ心理学、スポーツ経営学、オリンピズムなどを学ぶ。
また、競技や人道的な活動などで活躍したスポーツ選手、指導者、コーチ、芸術家等を讃えるための活動も行っている。
本大学が独自に選ぶアスリートオブザイヤー2018において羽生結弦を選考した。
キャンパス内には、1984年開館のアメリカン・スポーツ美術館兼資料館がある。

## 所在地及び交通手段
- 所在地：アラバマ州 ダフニ ワン・アカデミー・ドライブ （One Academy Drive, Daphne, AL 36526、北緯30度38分21.11秒 西経87度54分42.61秒）
- 州間高速道路10号線から国道98号線に折れて、南へ約800メートル（約0.5マイル）ほど進んだあたりの東側にある。